# مرحلة خروج المغلوب في كأس القارات 2017
كأس القارات 2017 (الروسية: Кубок конфедераций 2017) هي النسخة العاشرة من بطولة كأس القارات، وهي بطولة كرة قدم للمنتخبات الوطنية، والتي ستلعب في روسيا في الفترة ما بين 17 يونيو إلى 2 يوليو من عام 2017. وتعتبر بطولة كأس القارات بطولة تجريبية لمعرفة مدى جاهزية روسيا لمنافسات كأس العالم لكرة القدم 2018.
ستقام مرحلة المجموعات من كأس القارات في الفترة ما بين 17 يونيو ولغاية 25 يونيو 2017. وسيلعب كل فريق ثلاث مباريات، على أن يتأهل المتصدر والوصيف من كل مجموعة إلى مرحلة خروج المغلوب. في مرحلة خروج المغلوب وفي حالة انتهاء المباراة بالتعادل، يتم لعب الأشواط الإضافية (شوطين مدة كل منها 15 دقيقة). وتتبع بلعب الركلات ترجيحية في حال استمر التعادل لتحديد المتأهل للدور المقبل.

## المنتخبات المتأهلة
| المجموعة | البطل    | الوصيف  |
| -------- | -------- | ------- |
| أ        | البرتغال | المكسيك |
| ب        | ألمانيا  | تشيلي   |

## الرسم البياني
|  | نصف النهائي      | نصف النهائي      |   |               | النهائي                | النهائي |  |
|  |                  |                  |   |               |                        |         |  |
|  | 28 يونيو – كازان |                  |   |               |                        |         |  |
|  | البرتغال         | 0 (0)            |   |               |                        |         |  |
|  | تشيلي (ر.)       | 0 (3)            |   |               |                        |         |  |
|  |                  |                  |   |               |                        |         |  |
|  |                  |                  |   |               | 2 يوليو – سانت بطرسبرغ |         |  |
|  |                  |                  |   |               | تشيلي                  | 0       |  |
|  |                  | ألمانيا          | 1 |               |                        |         |  |
|  |                  |                  |   |               |                        |         |  |
|  |                  |                  |   |               |                        |         |  |
|  |                  |                  |   |               | المركز الثالث          |         |  |
|  | 29 يونيو – سوتشي | 29 يونيو – سوتشي |   | 2 يوليو موسكو | 2 يوليو موسكو          |         |  |
|  | ألمانيا          | 4                |   | البرتغال      | 2                      |         |  |
|  | المكسيك          | 1                |   |               | المكسيك                | 1       |  |

## نصف النهائي

### البرتغال ضد تشيلي
| البرتغال | 0–0   | تشيلي |
| -------- | ----- | ----- |
|          | تقرير |       |

### ألمانيا ضد المكسيك
| ألمانيا                                                   | 4–1   | المكسيك            |
| --------------------------------------------------------- | ----- | ------------------ |
| - ليون غوريتزكا 6'، 8' - تيمو فيرنر 59' - أمين يونس 90+1' | تقرير | - ماركو فابيان 89' |

### المركز الثالث
| البرتغال                               | 2–1   | المكسيك                 |
| -------------------------------------- | ----- | ----------------------- |
| - بيبي 90+1' - أدريين 104' (ركلة جزاء) | تقرير | نيتو 54' (هدف في مرماه) |

## النهائي
| تشيلي | 0–1   | ألمانيا         |
| ----- | ----- | --------------- |
|       | تقرير | لارس شتيندل 20' |

## روابط خارجية
- الموقع الرسمي
- الإحصائيات الرسمية للمباريات